# اجتراف سفلي
الاجتراف السفلي Downwash في علم الطيران هو التغير في اتجاه الهواء الذي ينحرف نتيجة الحركة الهوائية للجناح أو الشفرة الدوارة للمروحية، خلال عملية إنتاج قوة الرفع. ويُقاس بمقياس سرعة الاجتراف السفلي Downwash Velocity.
يُعد الرفع على الجنيح مثالاً عملياً لقانون نيوتن الثالث للحركة -حيث إن القوة المطلوبة لتكوين الاجتراف السفلي متساوية في الحجم ومعاكسة في الاتجاه لقوة الرفع على الجنيح. والرفع على الجنيح هو أيضًا مثال على نظرية كوتا-جوكوفسكي Kutta-Joukowski theorem. توضح حالة كوتا وجود اجتراف سفلي عند الحافة الخلفية للجناح.

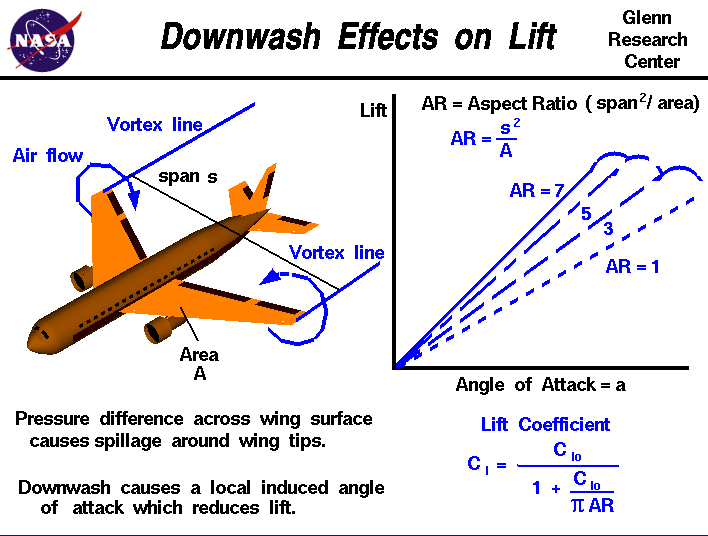
Downwash

يكون ضغط الهواء أعلى الجناح أقل من الضغط الموجود أسفل الجناح. وبالقرب من أطراف الجناح، يكون الهواء حرا للتحرك من منطقة الضغط المرتفع إلى منطقة الضغط المنخفض. ويظهر التدفق الناتج على الشكل الموجود على اليسار بواسطة خطين دائريين باللون الأزرق مع رؤوس الأسهم التي توضح اتجاه التدفق. عندما تتحرك الطائرة إلى أسفل اليسار، ويتكون زوج من الدوامات المضادة للدوران عند أطراف الجناح. تظهر الخطوط التي تحدد مركز الدوامات على شكل خطوط دوامة زرقاء من أطراف الجناح.إذا كانت هناك نسبة رطوبة عالية في الغلاف الجوي، فيمكن رؤية خطوط الدوامة على طائرة أثناء الهبوط. حيث تنتج دوامات طرف الجناح اجترافاً هابطًا للهواء خلف الجناح يكون قويًا جدًا بالقرب من أطراف الجناح وينخفض عند الجهة الداخلية من الجناح.

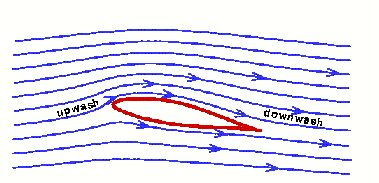
الاجتراف السفلي

يوضح هذا الرسم البياني تصويراً مثالياً للتدفق الفعلي للهواء فوق الجنيح. يؤدي تدفق الهواء على الجنيح إلى حدوث انقلاب في الجزء الأمامي من الجناح والاجتراف السفلي في الجزء الخلفي. قوة الهواء التي تدفع الجناح للخلف هي جزء مما ينتج عنه قوة الرفع. كلما زاد الهواء الذي يوجهه الجناح لأسفل، زاد الرفع الذي يمكن أن ينتجه.

## نماذج لأنماط الاجتراف السفلي
\
يمكن مشاهدة تأثير الاجتراف السفلي في السحب في الصورة التالية.

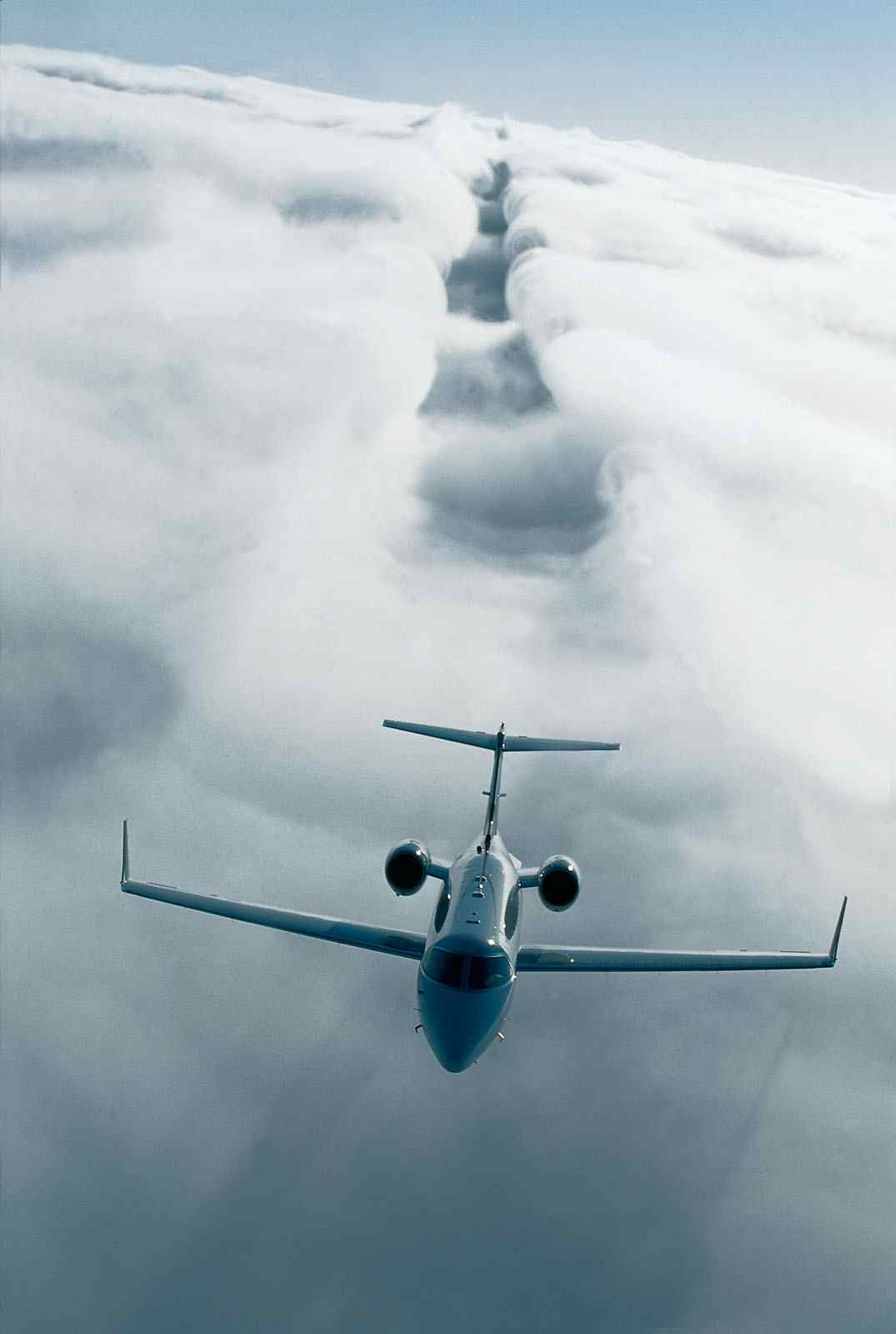
Learjet 45 of the Irish Air Corps in flight

وفي الصورة التالية يظهر تأثير الاجتراف السفلي لطائرة مروحية على سطح الماء.

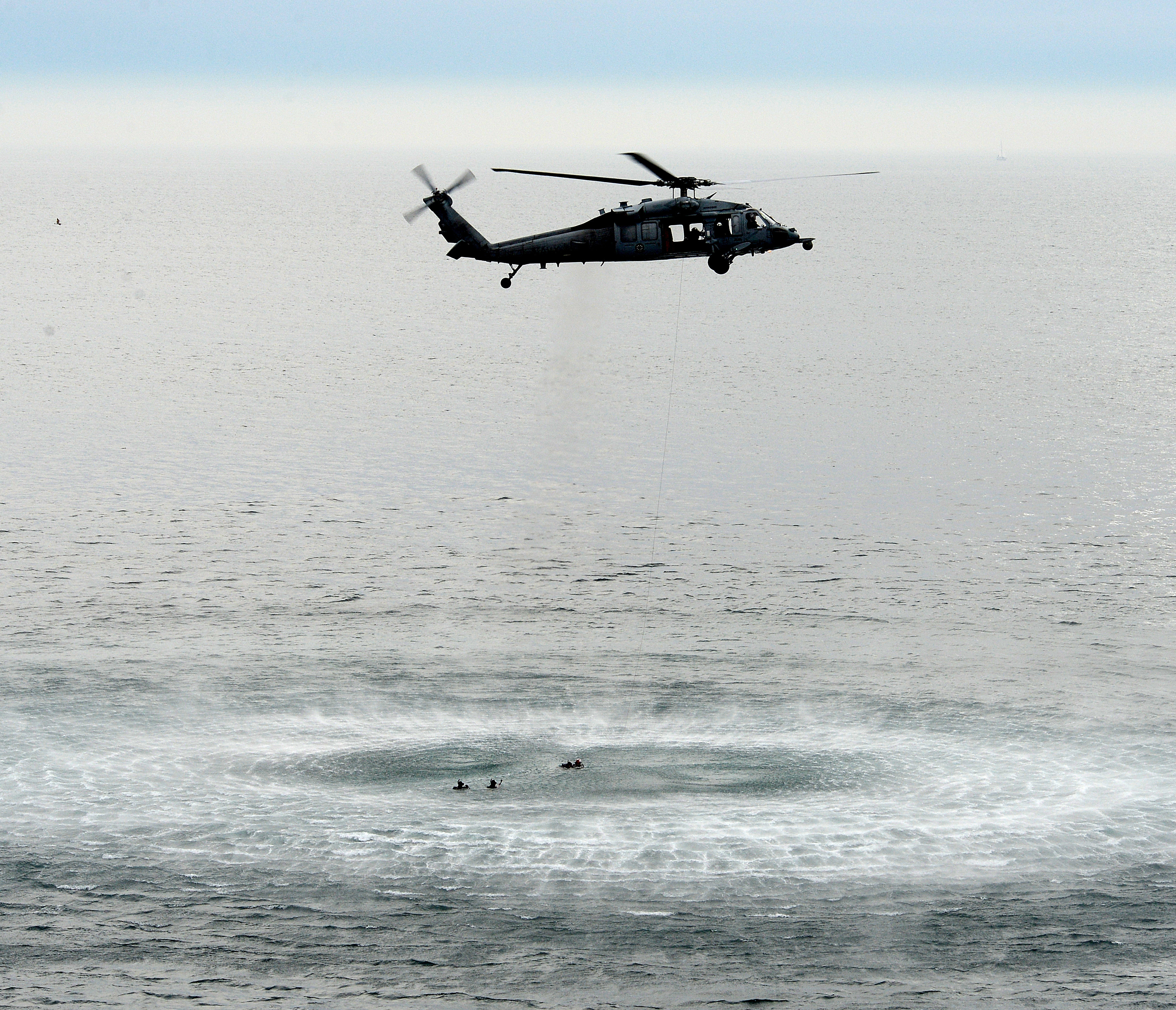
HSC 4 SAR Exercise 150128-N-FC670-048